# St. Amandus (Köln-Rheinkassel)

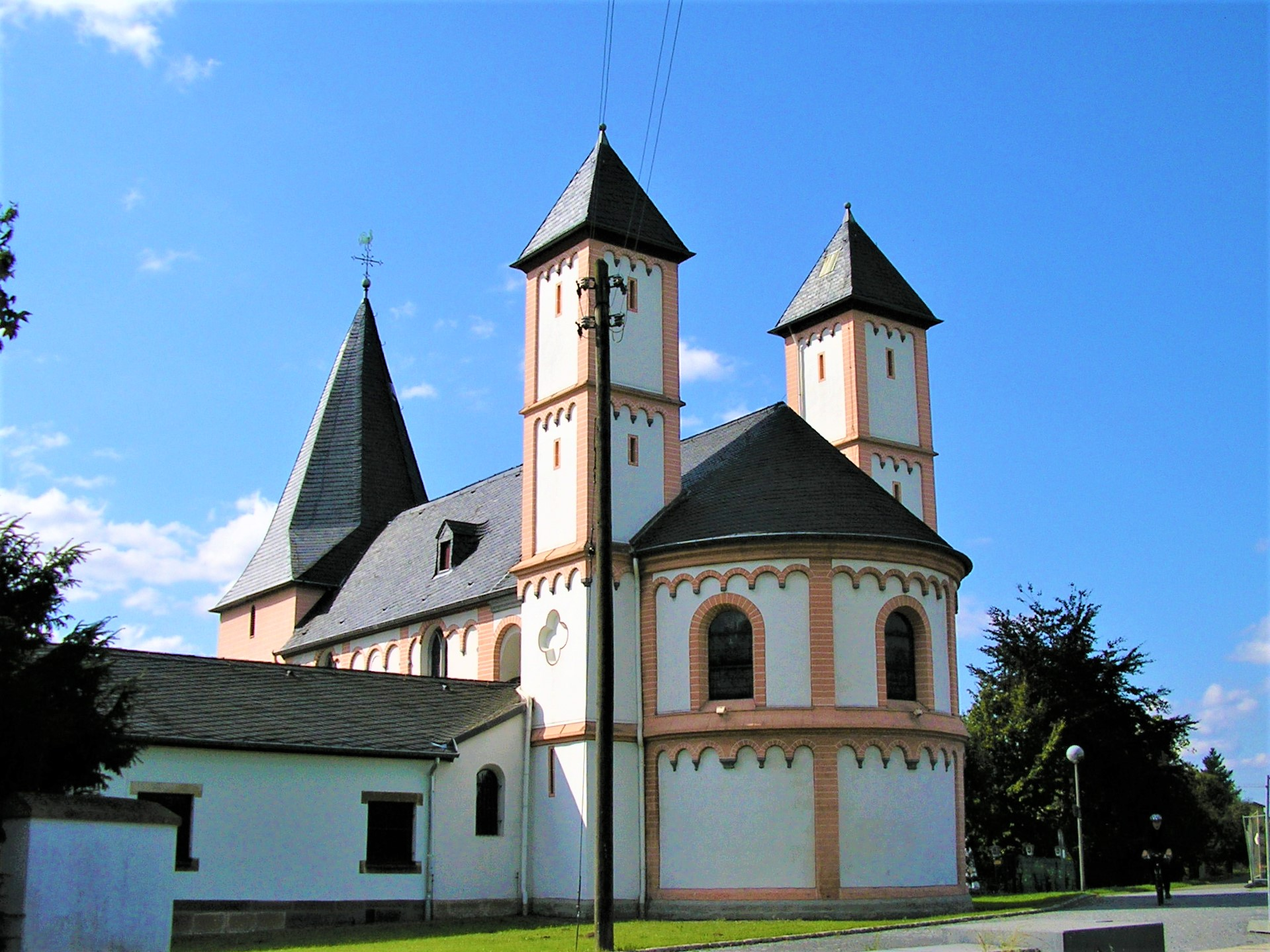
St. Amandus mit den Chorflankentürmen (2008)

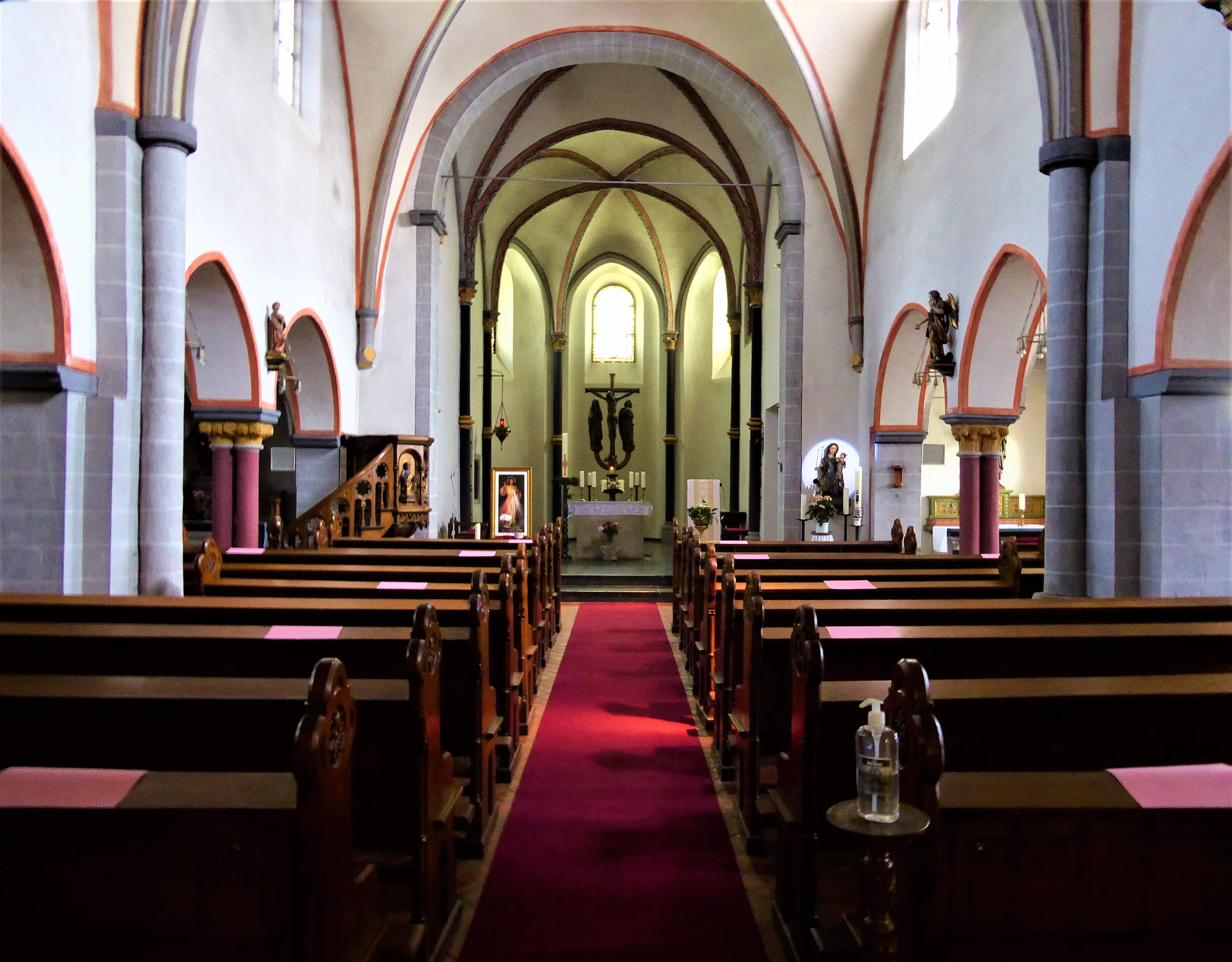
Inneres, Blick Richtung Chor (2020)

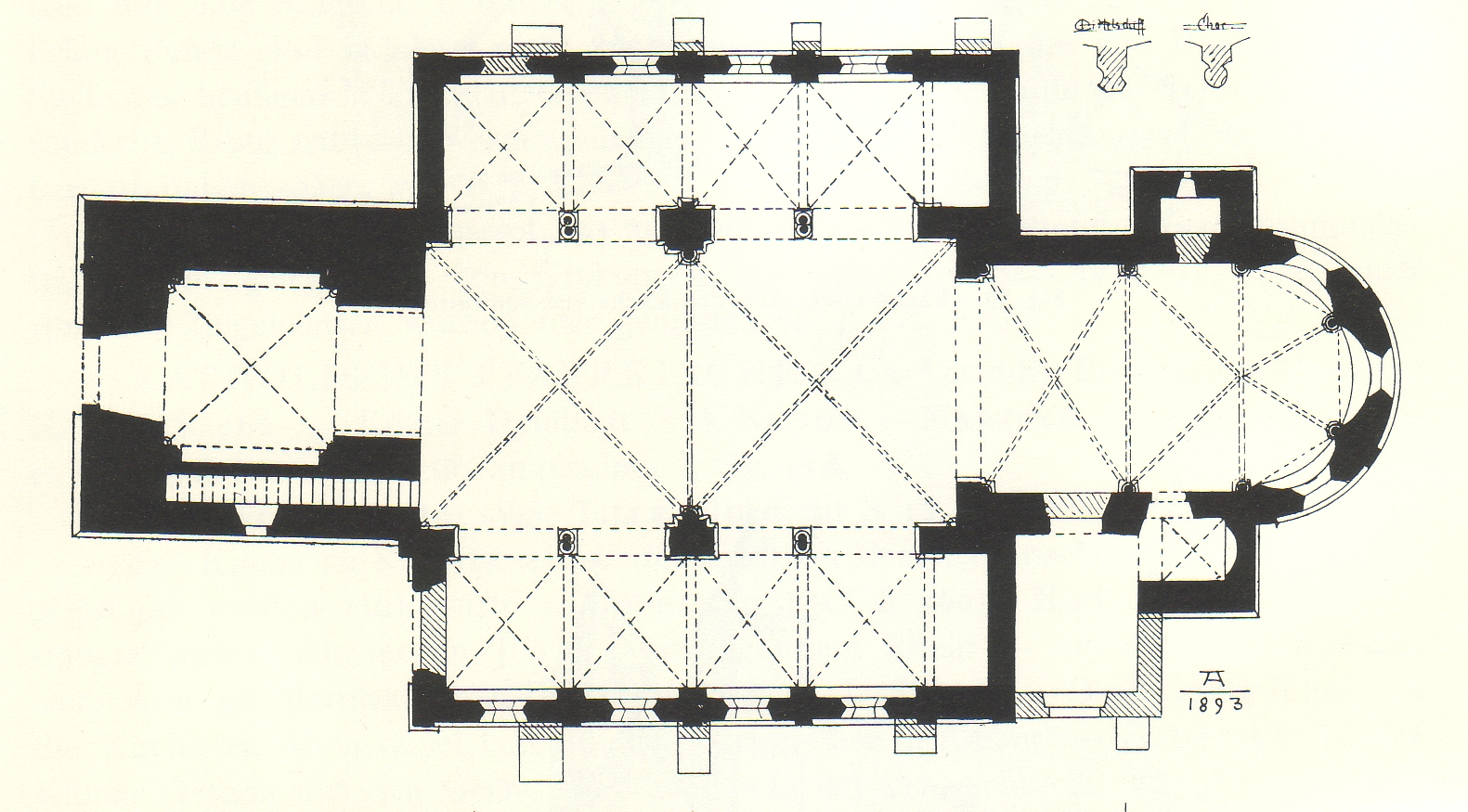
Grundriss 1897

St. Amandus ist die römisch-katholische Kirche in Köln-Rheinkassel in Nordrhein-Westfalen und gehört zur Pfarrgemeinde St. Pankratius am Worringer Bruch (Erzbistum Köln). Sie stellt im Chorbereich eine verkleinerte Kopie der Kölner Stiftskirche St. Gereon dar.

## Geschichte
Die genauen Umstände der Entstehung der Rheinkasseler Amanduskirche lassen sich heute aus den Quellen nur noch indirekt erschließen. Möglicherweise ist sie vom Amanduskloster in Elno, dem heutigen Saint-Amand-les-Eaux, aus gegründet worden. Karl der Einfältige bestätigte diesem Kloster in einer Urkunde im Jahr 899 Besitzungen am Rhein. Kloster wie Pfarrkirche tragen beide das Patrozinium des heiligen Amandus von Maastricht, eine Tatsache, aus der geschlossen wird, dass es bei den Gütern in der Urkunde unter anderem um diese Kirche geht. Im Jahr 1156 erfolgte ein Vergleich um die Besitzrechte an der Pfarrkirche zwischen dem Kloster Knechtsteden und dem Kölner Stift St. Gereon. In einer Urkunde von 1185 wird Rheinkassel durch den Kölner Erzbischof Engelbert I. endgültig dem Gereonsstift zugesprochen.

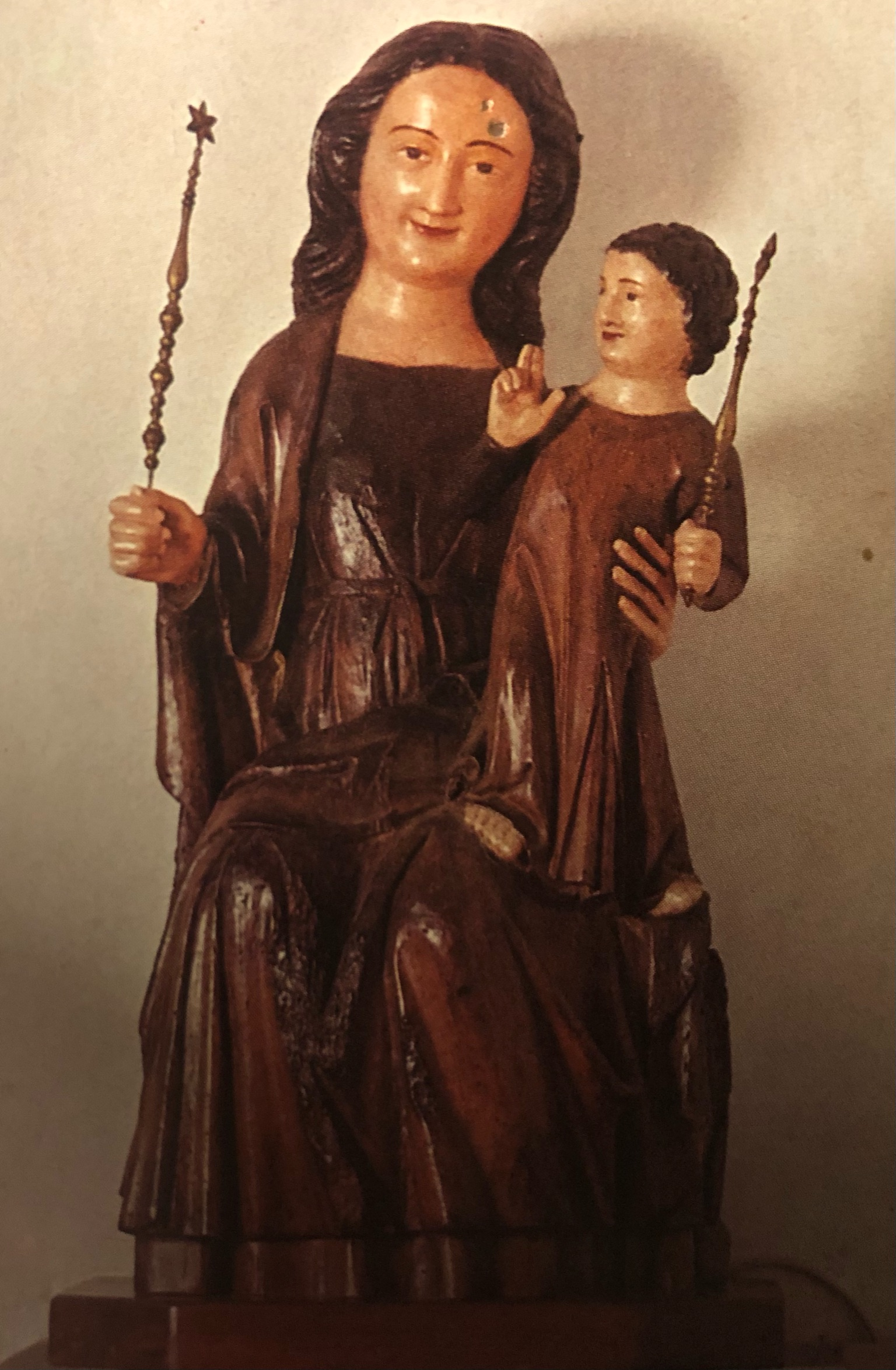
Madonna mit Kind aus dem frühen 14. Jahrhundert

Grabungen des Römisch-Germanischen Museums legten 1979 Fundamente einer ersten Saalkirche aus dem 11. Jahrhundert unter der heutigen Kirche frei. Diese einfache Kirche wurde im 12. Jahrhundert um drei Meter erhöht und erhielt um 1200 ihren heute noch bestehenden Westturm, der im 17. Jahrhundert um ein Geschoss reduziert wurde. Um 1220 begann das Gereonsstift mit einer umfangreichen Vergrößerung und Verschönerung der Kirche. Das Langhaus erhielt zwei Seitenschiffe und einen neuen, nach innen und außen aufwändig gegliederten Chor, der nach dem Vorbild der Stiftskirche St. Gereon zwei Flankentürme erhielt. Das Langhaus wurde zudem erstmals eingewölbt. Das heutige existierende gotisierte Gewölbe stammt aus dem 17. Jahrhundert.

## Ausstattung
Die ältere Ausstattung kam erst im 19. und 20. Jahrhundert in die Kirche. Eine Madonna mit Kind stammt von 1330/40 und eine Kreuzigungsgruppe aus dem 15. Jahrhundert. Aus dem 17. Jahrhundert sind die Figuren des Hl. Amandus, des Hl. Hubertus, der Hl. Barbara und des Hl. Michael. Erst in der 2. Hälfte des 19. Jahrhunderts kamen die Darstellungen von Christus, Moses und Petrus, sowie die Kommunionbank, der Kreuzweg und die Orgelempore hinzu. Die Chorfenster sind ein Werk von Dieter Hartmann von 1987.

## Glocken
In den Türmen von St. Amandus hängen sechs Glocken, von denen vier ein Glockengeläut bilden und zwei historische nur einzeln geläutet werden (Glocken 5 und 6).
| Nr. | Name       | Gussjahr | Gießer, Gussort                                     | Durchmesser (mm) | Masse (kg) | Schlagton (HT-1/16) |
| --- | ---------- | -------- | --------------------------------------------------- | ---------------- | ---------- | ------------------- |
| 1   | Amandus    | 1965     | Johannes Mark, Eifeler Glockengießerei, Brockscheid | 12370            | 12000      | e’+2                |
| 2   | Hubertus   | 1965     | Johannes Mark, Eifeler Glockengießerei, Brockscheid | 10310            | 670        | g’+2                |
| 3   | Adauctus   | 1507     | Johann von Andernach                                | 903              | 440        | a’+2                |
| 4   | Maria      | 1965     | Johannes Mark, Eifeler Glockengießerei, Brockscheid | 780              | 300        | c’’+1               |
| 5   | Amandus    | 1685     | Johannes Bourlet, Jülich                            | 943              | 530        | a’-4                |
| 6   | Laurentius | 1605     | Kerstgen van Onckel                                 | 578              | 140        | g’’-3               |